# Magnetita
La magnetita es  un mineral de hierro constituido por óxido ferroso-diférrico (Fe2+Fe3+2O4).
Probablemente debe su nombre a la antigua región griega de Magnesia. No obstante, una fábula de Plinio el Viejo atribuye el nombre al de un pastor de nombre Magnes que descubrió este mineral en el monte Ida, observando que se adhería a los clavos de su calzado. Otros nombres que recibe este mineral son ferroferrita y morpholita.
La variedad de magnetita rica en cromo, Fe2+(Fe3+,Cr3+)2O4, es conocida como ishkulita.
Asimismo, otra variedad particular de este mineral la constituye la valentinesita, combinación de magnetita con cuarzo.

## Propiedades
La magnetita es un mineral opaco de color negro grisáceo o negro hierro y brillo metálico.
Es frágil, tiene una dureza entre 5,5 y 6,5 en la escala de Mohs y una densidad de 5,175 g/cm³. Es muy soluble en ácido clorhídrico concentrado.
Cristaliza en el sistema cúbico, clase hexaoctaédrica (4/m 3 2/m).
Pertenece al grupo de la espinela (AFe2O4), y forma series mineralógicas con la jacobsita y la magnesioferrita, en las cuales el Mn2+ y el Mg2+ sustituyen, respectivamente, al Fe2+.
Su fuerte magnetismo se debe a un fenómeno de ferrimagnetismo: los momentos magnéticos de los distintos cationes de hierro del sistema se encuentran fuertemente acoplados, por interacciones antiferromagnéticas, pero de forma que en cada celda unidad resulta un momento magnético no compensado. La suma de estos momentos magnéticos no compensados, fuertemente acoplados entre sí, es la responsable de que la magnetita sea un imán.

## Morfología y génesis

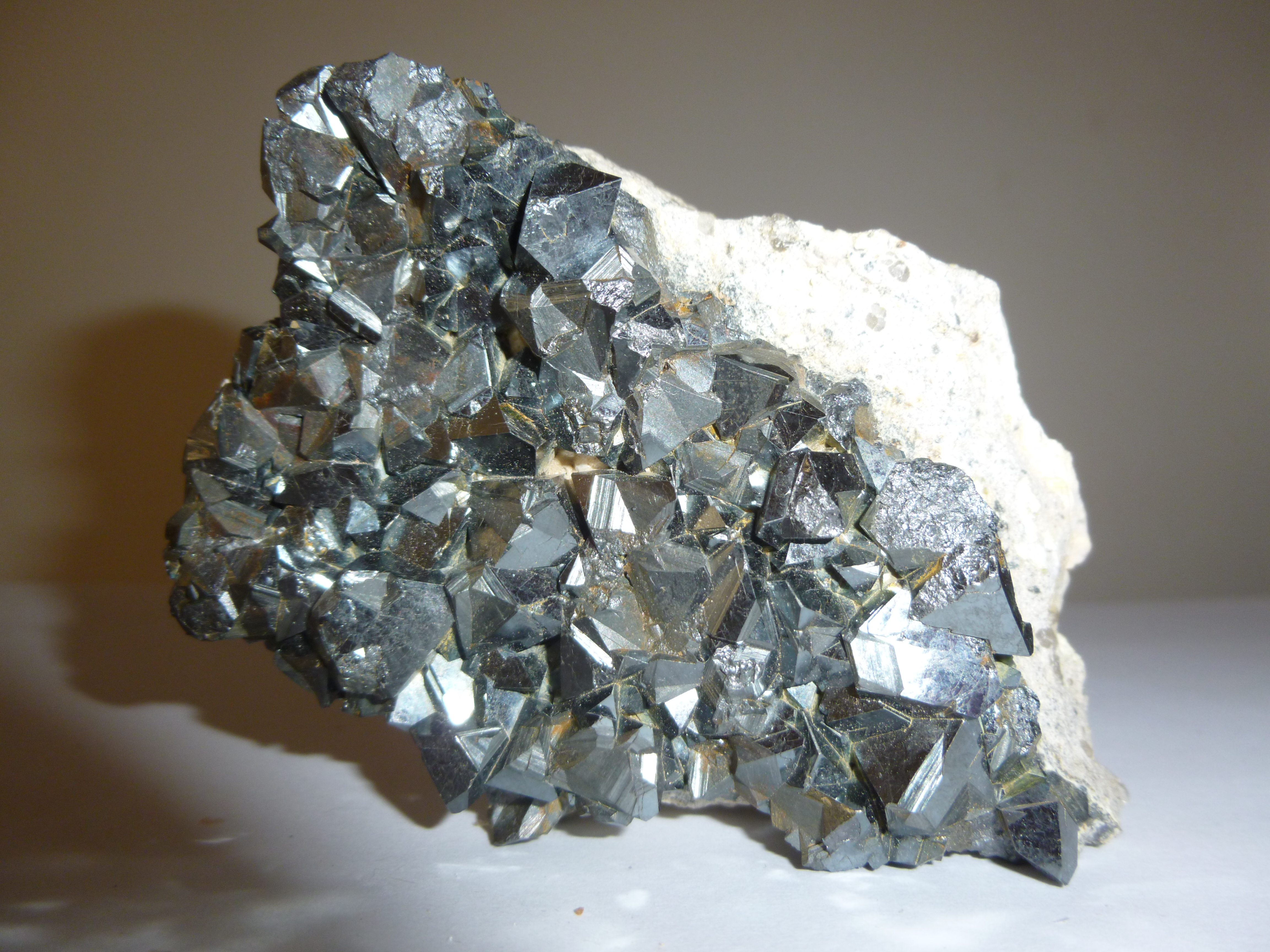
Cristales de Magnetita sobre una roca skarn Origen: Marcona (Ica, Perú)

La magnetita forma cristales de hasta 25 cm que habitualmente son octaédricos —menos frecuentemente dodecaédricos— con estriaciones paralelas a [011] en {011}. Muy raramente se observan cristales cúbicos.
Se presenta también en masas granuladas, granos sueltos o arenas de color pardo oscuro.
Es un mineral magmático accesorio en casi todas las rocas básicas, formado por diferenciación magmática o metamorfismo de contacto. Puede tener también origen hidrotermal y sedimentario.
Puede encontrase asociado a cromita, ilmenita, ulvöespinela, rutilo y apatito (origen ígneo); a pirita, calcopirita, pentlandita, blenda y hematites (origen hidrotermal y metamórfico).

## Aplicaciones
Junto con la hematita es una de las menas más importantes, al contener un 72 % de hierro (es el mineral con más contenido en hierro).
Como material de construcción se usa como añadido natural de alta densidad (4,65 hasta 4,80 kg/l) en hormigones, especialmente para protección radiológica.
Otra aplicación es en calderas industriales, dado que la magnetita es un compuesto muy estable a altas temperaturas, si bien a temperaturas bajas o en presencia de aire húmedo se oxide lentamente y forme óxido férrico. Su estabilidad a elevadas temperaturas hace que sea un buen protector del interior de los tubos de calderas. Por este motivo se hacen tratamientos químicos en las calderas industriales con el fin de formar en el interior de los tubos capas continuas de magnetita.

## Magnetita y magnetorrecepción

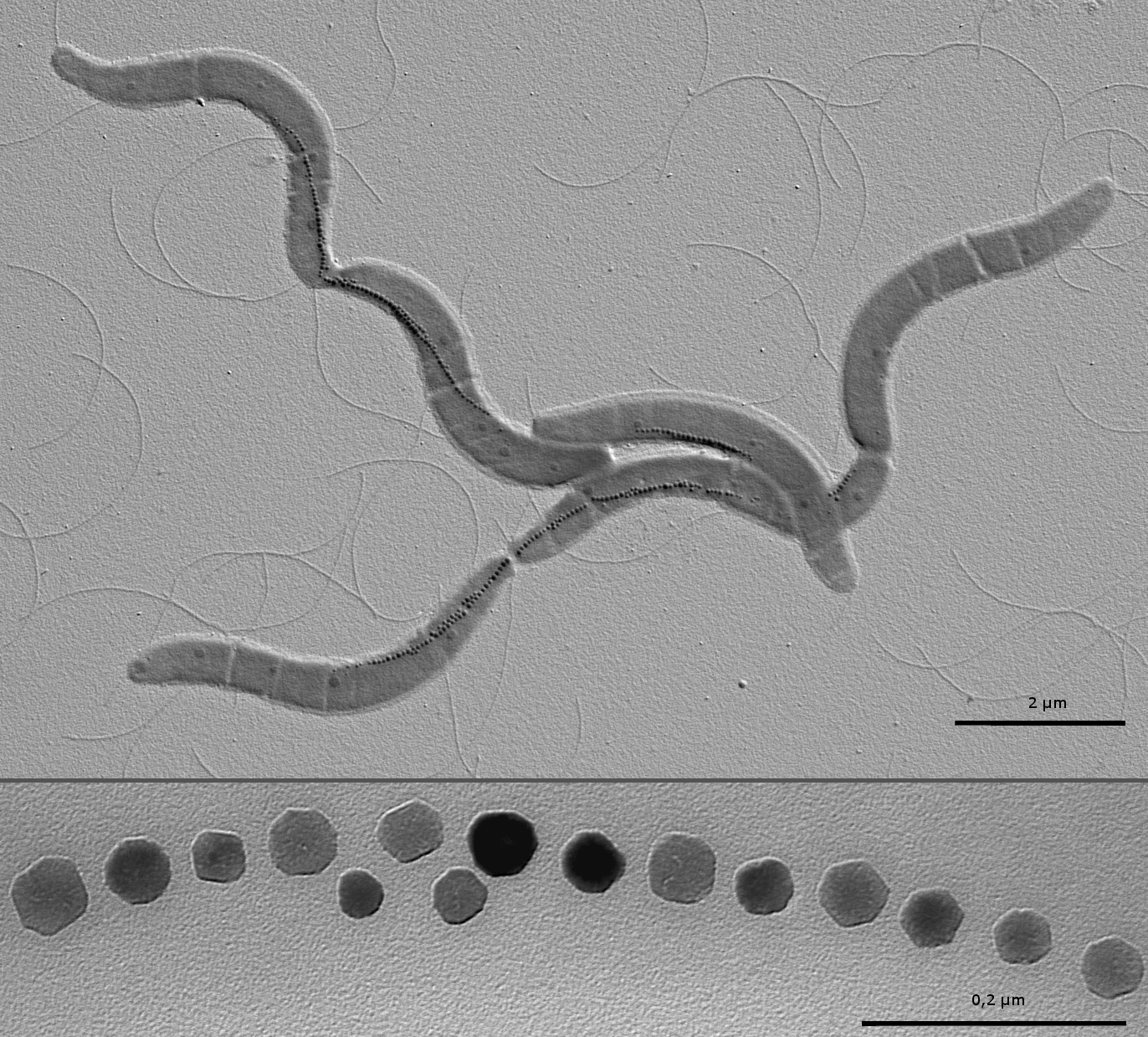
Micrografía electrónica de células de Magnetospirillum gryphiswaldense que contienen cadenas de cristales de magnetita. Abajo: sección ampliada de una de las cadenas

La magnetorrecepción es la capacidad que tienen algunos seres vivos para detectar la dirección y sentido del campo magnético. Diferentes animales con esta habilidad, como aves, abejas o moluscos, usan la magnetita para orientarse y navegar  utilizando el campo magnético terrestre. Así, los moluscos del género Chiton poseen una estructura similar a la lengua conocida como rádula, cubierta con dentículos revestidos de magnetita; la magnetita favorece la trituración de los alimentos pero sus propiedades magnéticas probablemente ayuden en la navegación.
Las palomas tienen también en el pico pequeños granos de magnetita que determinan la dirección del campo magnético y posiblemente les permiten orientarse.
Asimismo, existen bacterias con cristales de magnetita en su interior, llamados magnetosomas, cuyo tamaño es de 40 a 100 nm. Estos magnetosomas se hallan rodeados de una membrana de fosfolípidos, ácidos grasos y proteínas, estando dispuestos de modo que forman una especie de brújula que permite a las bacterias moverse siguiendo las líneas del campo magnético.

## Yacimientos
Son numerosos los yacimientos de este mineral.
Cabe destacar los existentes en Suecia, concretamente en Falun (provincia de Dalarna); también en la vecina Noruega hay depósitos de magnetita en Arendal (Aust-Agder).
Otros yacimientos notables se encuentran en Plestin-les-Grèves (Bretaña, Francia) y en el monte de São Bartolomeu (Nazaré, Portugal).
En España, los cristales octaédricos mejor formados se localizan en San Pablo de los Montes (Toledo). Por su parte, los yacimientos de más interés económico se encuentran en los cotos Wagner y Vivaldi de la provincia de León.
También son importantes los existentes en Cala (Huelva), Burguillos del Cerro  y Jerez de los Caballeros (Badajoz), El Escorial (Madrid) y sierra Almagrera (Almería).
A nivel gemológico destacan los ejemplares procedentes del paleovalle Dolon (provincia de Naryn, Kirguistán), así como los de Bo Rai y minas de Nong Bon (cerca de la ciudad de Trat, Tailandia).
Por otra parte, cabe reseñar que existe una montaña al noroeste de Mauritania de alrededor de 1000 m de altitud, llamada Kediet ej Jill, muy rica en óxidos de hierro (magnetita y hematita). La zona se puede ver vía satélite como una mancha oscura y azulada.